# Gornja Visočka
Gornja Visočka is een plaats in de gemeente Slunj in de Kroatische provincie Karlovac. De plaats telt 10 inwoners (2001).